# アメリカン・ダンスアイドル
『アメリカン・ダンスアイドル』（原題:So You Think You Can Dance、ソー・ユー・シンク・ユー・キャン・ダンス）は、FOXテレビで2005年から放送されているダンスオーディション番組。

## 番組概要
アメリカン・アイドルのダンス版といわれるこの番組は19エンタテイメントとディック・クラーク・プロダクションが製作している。
シーズンは春にオーディションから始まり、アメリカン・アイドルが終わる5月下旬から放送が開始される。基本的にはアメリカン･アイドルと同じ。ただし、地区オーディションで合格するとベガス予選（プラネット・ハリウッド）に進み、男女10名ずつがファイナル進出する。
そこから毎週規定の課題に沿って、ペアでダンスパフォーマンスを行い、毎週男女1名ずつ脱落し、優勝者を決める。ファイナルの収録はハリウッドのCBSテレビジョンシティで行われる。

## 出演者
- 司会：キャット・ディーリー
- 審査員：ナイジェル・リスゴー/メアリー・マーフィ

## 歴代優勝者
- シーズン1（2005年）：ニック・ラザリーニ (Nick Lazzarini)
- シーズン2（2006年）：ベンジー・シュウィマー (Benji Schwimmer)
- シーズン3（2007年）：サブラ・ジョンソン (Sabra Johnson)
- シーズン4（2008年）：ジョシュア・アレン (Joshua Allen)
- シーズン5（2009年夏）：ジェニーン・メイソン (Jeanine Mason)
- シーズン6（2009年秋）：ラッセル・ファーガソン (Russell Ferguson)
- シーズン7（2010年）：Lauren Froderman
- シーズン8（2011年）：メラニー・ムーア
- シーズン9（2012年）：Eliana Girard, Chehon Wespi-Tschopp
- シーズン10（2013年）：Amy Yakima, Du-Shaunt "Fik-Shun" Stegall
- シーズン11（2014年）：Ricky Ubeda

シーズン12（2015年）：Gaby Diaz

## 過去の日本人出場者
- シーズン3（2007年）  ：小西北斗
- シーズン9（2012年）  ：中澤利彦

- シーズン10（2013年）：中澤利彦